# Eastmanosteus
Eastmanosteus (лат.) — род плакодерм из отряда артродир, живших в девонском периоде около 400 млн лет назад.

## Описание
Eastmanosteus имели мощные челюсти с острыми режущими краями и были активными хищниками. Их окаменелости найдены в разных частях мира в морских отложениях, датируемых с середины и до позднего девона. Это были довольно крупные рыбы: Eastmanosteus pustulosus и Eastmanosteus licharevi достигали длины до 3 м. Полный экзоскелет Eastmanosteus calliaspis из Австралии сохранил следы мягких тканей.

## Систематика
В 1964 году Дмитрий Владимирович Обручев при описании рода включил его в семейство Dinichthyidae. Род состоит в тесном родстве с гигантскими хищникаки Dunkleosteus, но отличается от них бугорками на костях, формой затылочной костной пластины и большими зигзагами между костями черепа. В 2010 году Carr и Hlavin провели кладистический анализ отряда артродир, в результате которого Eastmanosteus вместе с Dunkleosteus перенесли в семейство Dunkleosteidae.

## Классификация
- Eastmanosteus calliaspis Dennis-Bryan, 1987
- Eastmanosteus licharevi (Obrucheva, 1956)
- Eastmanosteus lundarensis Hanke, Stewart & Lammers, 1996
- Eastmanosteus magnificus (Hussakof & Bryant, 1918)
- Eastmanosteus pustulosus (Eastman, 1897)typus
- Eastmanosteus yunnanensis (Wang, 1982)